# Libell (geologi)
Libell är en gasblåsa som förekommer i mineral tillsammans med vätskeinneslutningar. Libellerna är oftast av mikroskopisk storlek och iakttagbara först i samband med slipprov.
De inneslutna gaserna är oftast vattenånga, kolsyra, kväve och syre samt kolväten.